# Umlaufmotor

Animation eines Umlaufmotors mit feststehender Kurbelwelle. Die Zylinder sind sternförmig um die Kurbelwelle angeordnet.

Der Umlaufmotor ist in der Regel ein Verbrennungsmotor, bei dem das Kurbelgehäuse und die Zylinder um die stillstehende oder gegenläufig drehende Kurbelwelle rotieren; daher wird gelegentlich auch die Bezeichnung Rotationsmotor verwendet. Die Zylinder sind bei vielen Modellen sternförmig um die Kurbelwelle angeordnet, damit ist der Motor eine Variante des Sternmotors, es sind aber auch Boxer- und Einzylindermotoren konstruiert worden. Der Bewegungsablauf von Umlaufmotoren ist gegenüber herkömmlichen Hubkolbenmotoren kinematisch umgekehrt. Die meisten Modelle von Umlaufmotoren hatten eine feststehende Kurbelwelle mit daran befestigten, drehbar gelagerten Pleueln und ein umlaufendes Kurbelgehäuse mit den Zylindern. Dabei sind Zylinder und Hubzapfen exzentrisch zueinander angeordnet, wodurch der Hub der einzelnen Kolben innerhalb der Zylinder zustande kommt. Bei einigen späten Modellen rotierte die Kurbelwelle gegenläufig zum Zylinderstern, um die absolute Drehzahl des Zylindersterns zu reduzieren.
Eine weitere Variante eines Umlaufmotors ist die Elbow engine, eine Kraftmaschine, die Dampfdruck oder Pressluft in mechanische Energie umwandelt.

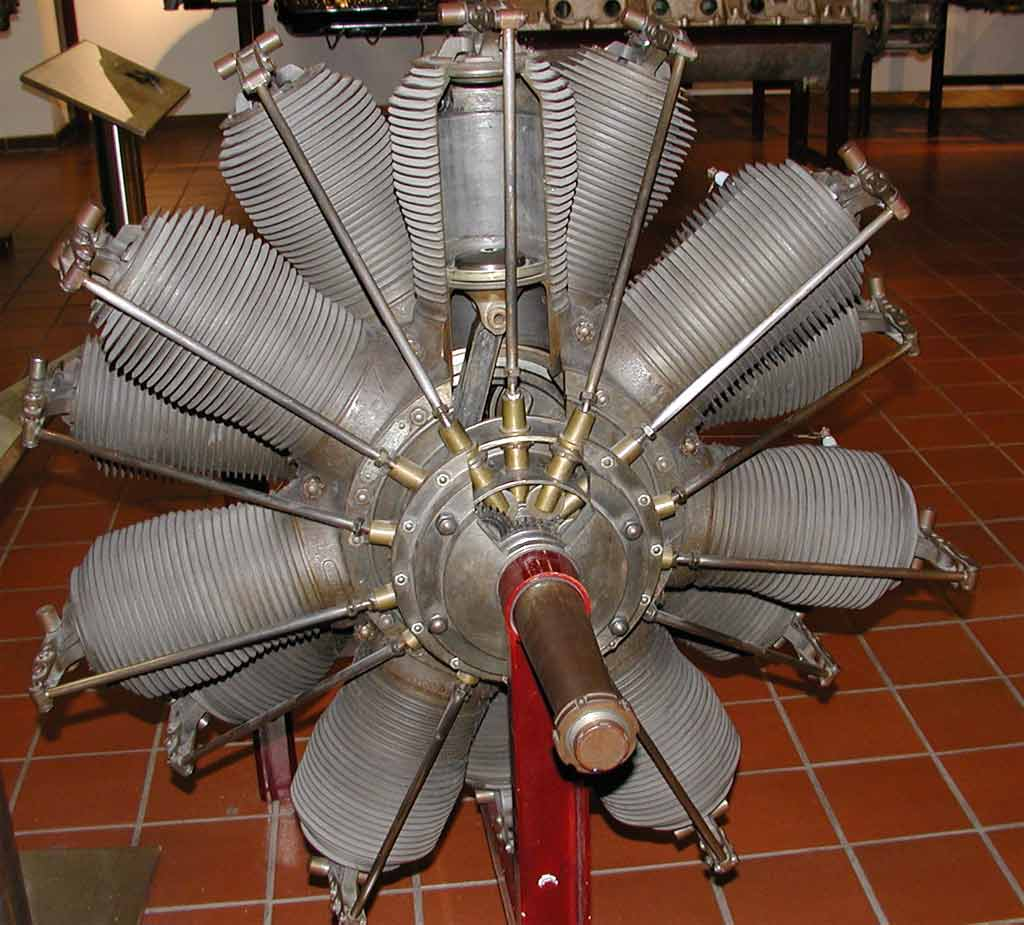
14-Zylinder-Doppelstern-Umlaufmotor U III der Motorenfabrik Oberursel von 1914/15 (Hubraum 23,6 l; max. 115 kW/160 PS bei 1200/min)
Exponat im Deutschen Museum München

## Übersicht und Geschichte
Umlaufmotoren wurden hauptsächlich in der Frühzeit der Fliegerei eingesetzt. Da man auf der Suche nach leistungsfähigen, aber leichten Motoren war, wollte man die aufwendige und schwere Wasserkühlung durch die einfache Luftkühlung ersetzen. Um eine genügend große Luftströmung für die Kühlung zu erhalten und das Schwungrad einzusparen, ließ man die Zylinder um die Kurbelwelle rotieren. Umlaufmotoren hatten bis zu 14 Zylinder, wobei diese Varianten mit ihrem doppelten Zylinderstern wegen der Kühlungsprobleme keine große Verbreitung fanden. Zudem traten wegen der hohen rotierenden Massen große Kreiselkräfte auf, welche die Manövrierfähigkeit der Maschinen beeinträchtigten.
Der als „Gnôme“ benannte Umlaufmotor wurde 1908 in Gennevilliers (Frankreich) von den Gebrüdern Laurent und Louis Seguin entwickelt und im Jahre 1910 patentiert. Im Deutschen Reich baute ab 1913 die Motorenfabrik Oberursel AG die Konstruktion in Lizenz unter der Bezeichnung Oberursel-Gnome U O  mit 7 Zylindern; einem Hubraum von 11,8 l und 80 PS (59 kW) Nennleistung bei 1200/min. Auf Grundlage dieses Motors entwickelte die Motorenfabrik Oberursel den von 1914 bis 1916 mit annähernd sechshundert Exemplaren gebauten Doppelsternmotor U III mit 14 Zylindern und 160 PS (118 kW) Nennleistung. Im praktischen Einsatz zeigten sich die oben erwähnten Nachteile, sodass die schon fortgeschrittene Entwicklung eines 18-Zylinder-Doppelsternmotors eingestellt wurde.
Nach dem Oberursel U I mit 9 Zylindern, 16,3 l Hubraum und 95 PS (70 kW) wurde ab Ende 1916 in der Bauart Le Rhône der UR IIa mit 9 Zylindern, 15,1 l Hubraum und 110 PS (81 kW) Nennleistung in mehreren Jagdflugzeugen der Fliegertruppe des Deutschen Heeres verwendet, darunter die Fokker Dr.I und die Pfalz Dr.I. Als letzte Oberursel-Entwicklung bestand im Mai 1918 der UR IIIa die Abnahmeprüfung des Heeres. Dieser Motor mit elf Zylindern und einem Hubraum von 18,4 l hatte eine Nennleistung von 160 PS (118 kW).
Die Gandenberger’sche Maschinenfabrik Georg Goebel in Darmstadt konnte nach dreijähriger Entwicklungszeit Anfang 1917 die Bauabnahme für ihren Umlaufmotor Goe II erzielen. Die Konstruktion mit sieben Zylindern, 15,7 Litern Hubraum und 100 PS (75 kW)  Leistung wurde nur in geringen Stückzahlen gebaut und ab Mai 1918 vom Goebel Goe III ersetzt, der mit neun Zylindern und einem Hubraum von 27 Litern eine Leistung von 160 PS (118 kW) erreichte. Die meisten der 229 ausgelieferten Goe III verwendete Fokker in den Jagdeinsitzern.

## Vorteile und Nachteile
Umlaufmotoren benötigen keine zusätzlichen Schwungmassen, da das Kurbelwellengehäuse und die daran befestigten Zylinder als Schwungrad wirken. Dadurch waren sie bei mechanisch ruhigem Lauf um etwa ein Drittel leichter als herkömmliche Motoren. Der Gewichtsvorteil war vor allem in Jagdflugzeugen des Ersten Weltkrieges ein wichtiger Faktor.
Als Nachteile, die zum Aussterben der Motorenbauart führten, werden verschiedene Eigenschaften angeführt:
- Das Kreiselmoment beeinträchtigte die Manövrierfähigkeit bei Flugzeugen; da die ersten Flugzeuge relativ leicht waren, wird dies bei schnellen Flugmanövern als Umstand für Abstürze gesehen.
- Sehr hoher Schmierungsbedarf, weil die Corioliskräfte im rotierenden Motor hohe Seitenkräfte (zum Teil höher als die Längskraft im Kolben) auf die Zylinderlaufbahnen ausübten. Durch die Rotation wurde viel Öl in die Zylinder gedrückt und ausgestoßen, was die Ursache des hohen Schmierstoffbedarfs war. Die ersten Versuchsmotoren verbrauchten teilweise mehr Öl als Benzin, bei „modernen“ Umlaufmotoren lag der Verbrauch immer noch bei 250 g/kWh.
- Die Belastungen durch die Corioliskräfte führten zu einem hohen Wartungsaufwand.
- Ventilationsverlust durch das rotierende Gehäuse (ca. 10 bis 15 %).
- Leistungsbegrenzung durch schlechten Liefergrad, weil das Gemisch durch die Kurbelwelle geführt wurde, was ungünstige Strömungsverhältnisse ergab, und es sich im Kurbelgehäuse aufheizte (im Gegenzug den Motor kühlte). Bei obenliegender Gemischzuführung führte außerdem die Fliehkraft zu Druckverlusten beim Ansaugen des Frischgases in die Zylinder.

Andererseits ergaben sich auch Vorteile, beispielsweise:
- Gerade bei Jagdflugzeugen unterstützten die Kreiselmomente besonders schnelle Flugmanöver, allerdings mit einer Vorzugsrichtung aufgrund der Drehrichtung des Motors.
- Beim Einsatz beispielsweise in Automobilen erhielten Umlaufmotoren auch ohne Fahrtwind oder Gebläse eine ausreichende Luftkühlung.
- Die Innenkühlung des Motors wurde durch die Gemischzuführung unterstützt.

Spätere Modelle hatten wegen der Aufheizung eine vom Kurbelgehäuse abgetrennte Gemischzuführung. Einige Muster saugten das Frischgas über Flatterventile an, was bei Drosselung zu heftigen Flammrückschlägen führt, weswegen Umlaufmotoren oft über Aus- und Einschalten der Zündung geregelt wurden. Wenn bei Flugschauen Repliken der alten Flugzeuge mit diesen Triebwerken zur Landung einschweben, ist das Absterben und Wiederanspringen durch das Aus- und Einschalten der Zündung zum Verringern der Geschwindigkeit deutlich zu hören.
Da das Kraftstoff-Luft-Gemisch durch das Kurbelgehäuse geführt wurde, bestand die Gefahr der Ölverdünnung durch den Kraftstoff mit damit verbundenen Schmierproblemen, weshalb bevorzugt das benzinunlösliche Rizinusöl verwendet wurde.
Einige späte Muster (zum Beispiel der Siemens & Halske Sh.III von 1917) wurden als Gegenläufer ausgelegt, bei denen sich über ein Getriebe die Kurbelwelle gegenläufig zum Zylinderstern drehte. Bei einer Übersetzung von 1:1 konnte dadurch bei gleicher Relativgeschwindigkeit zwischen Stern und Kurbelwelle und damit gleicher Leistung die Drehzahl des Zylindersterns gegenüber dem Flugzeug halbiert werden. Der Propellerwirkungsgrad wurde damit deutlich gesteigert bei gleichzeitiger Verringerung der schädlichen Kreiseleffekte und Gaswechselverluste.

## Einsatz in Fahrzeugen

### Motorräder

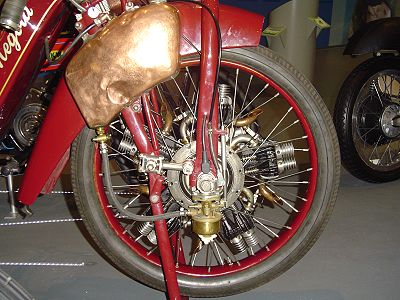
Megola-Motorrad mit Umlaufmotor im Vorderrad

Bereits 1892 gab es ein französisches Motorrad von Millet mit Umlaufmotor. In den 1920er Jahren gab es die Megola, ein Motorrad mit einem Fünfzylinder-Gegenumlaufsternmotor in der Vorderradnabe, dessen Gehäuse (zum Teil zwischen den Speichen herausragend) zusammen mit dem Rad und dessen Kurbelwelle in die entgegengesetzte Richtung rotiert. Die Megola hatte weder Schaltgetriebe noch Kupplung, musste also immer angeschoben werden, war aber sportlich sehr erfolgreich und wurde 1924 gegen die BMW-Werksmannschaft deutscher Meister.
Es gab aber auch Umlaufsternmotoren in Motorradrahmen, am bekanntesten und kommerziell am erfolgreichsten war die Redrup Radial von 1912 mit einem Gegenumlauf-Dreizylinder und im Gegensatz zur Megola einem ansonsten konventionellen Antriebsstrang mit externem Schaltgetriebe und Riemenantrieb.
Bei einigen der 1904 in Wales von Barry gebauten Motorrädern war auch ein Umlaufmotor eingebaut, jedoch kein (bei nur zwei Zylindern wie ein V-Motor schüttelnder) Sternmotor, sondern ein Zweizylinder-Boxermotor, der in der Rahmenmitte rotierte.
In den 1940er Jahren konstruierte Cyril Pullin sogar einen Einzylindermotor, dessen Gehäuse in der Radnabe zusammen mit dem Rad rotierte. Als Gewichtsausgleich waren noch Kupplung und Trommelbremse in die Powerwheel genannte Radnabe eingebaut. Das Powerwheel kam allerdings nicht über das Prototypenstadium hinaus.

### Automobile
Auch in Automobilen amerikanischer Automobilmarken Anfang des 20. Jahrhunderts gab es Umlaufmotoren. Die Hersteller Adams-Farwell, Badger Motor Car Company, Bailey Automobile Company und Intrepid hatten allerdings nur regionale Verbreitung.

## Flugzeuge

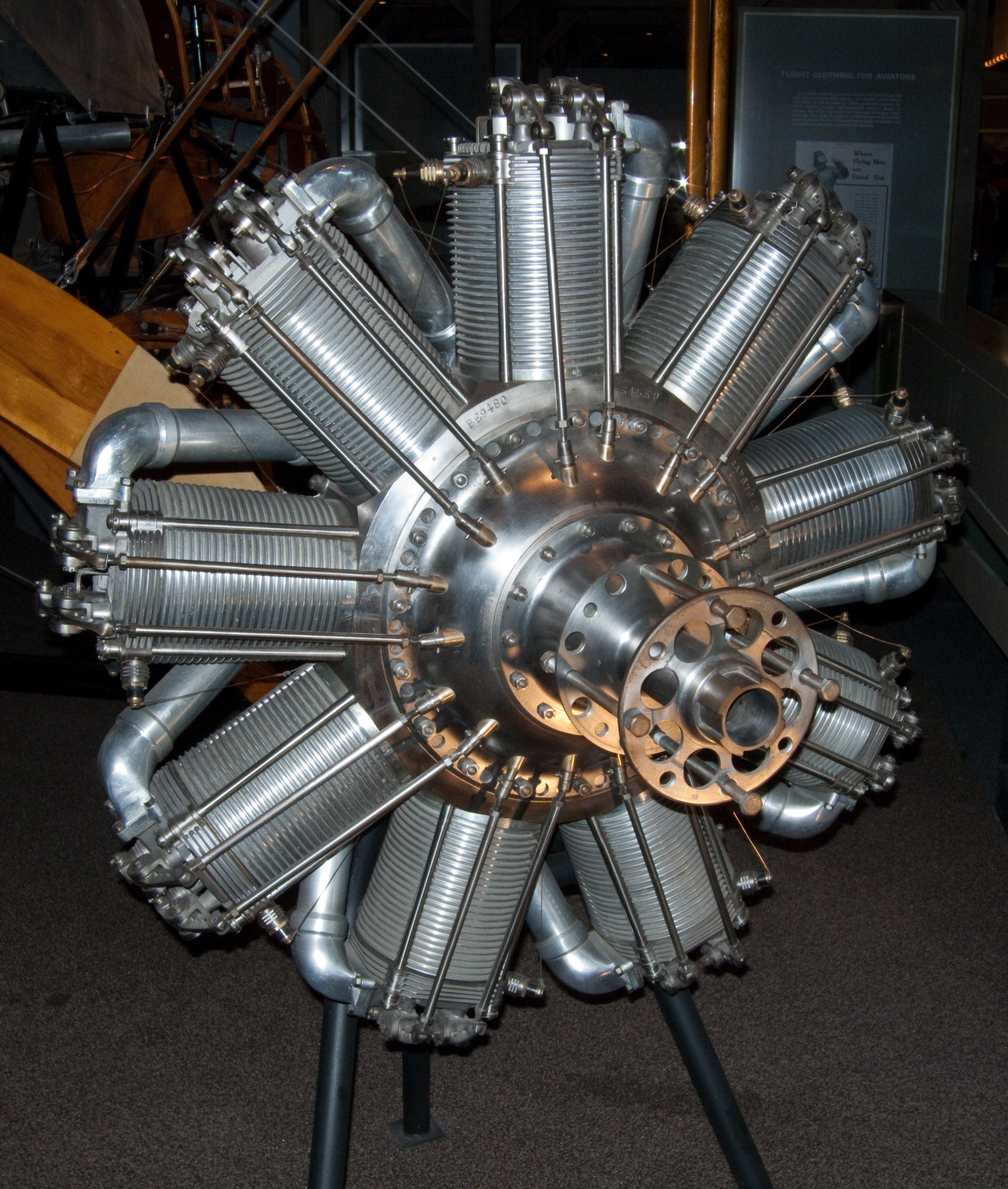
Von Bentley für Humber konstruierter 9-Zylinder-Flugmotor

In Flugzeugen kamen Umlaufmotoren hauptsächlich in der Zeit vor und während des Ersten Weltkrieges zum Einsatz, wie beispielsweise in den Fokker-Modellen E1–E3 sowie Dr.I. In Großbritannien stammte der erfolgreichste Umlaufmotor von Walter Owen Bentley.